# Jamesbrittenia fodina
Jamesbrittenia fodina là một loài thực vật có hoa trong họ Huyền sâm. Loài này được (Wild) Hilliard mô tả khoa học đầu tiên năm 1992.